# 埃里克·拉松 (越野滑雪运动员)
埃里克·拉松（瑞典語：Erik Larsson，1912年4月12日—1982年3月10日），瑞典男子越野滑雪运动员。他曾代表瑞典参加1936年冬季奥林匹克运动会越野滑雪比赛，获得一枚金牌和一枚铜牌。